# Henry Salt
|  | Per a altres significats, vegeu «Henry Stephens Salt». |

Henry Salt (Lichfield, Anglaterra, 14 de juny de 1780 - Dosoq, 30 d'octubre de 1827) fou un artista, viatger, diplomàtic, retratista, i naturalista britànic.

## Joventut

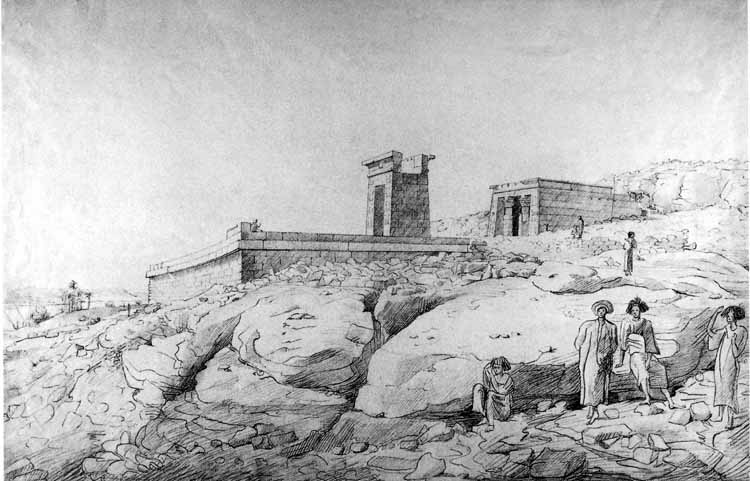
El Temple de Dendur en la seva ubicació original. Dibuix de Henry Salt

Fill de Thomas i Alice Salt, seria el més jove dels vuit fills del matrimoni Salt. Va estudiar sota la tutela de Joseph Farington i després amb John Hoppner, a Londres, a la Royal Academy Antique School. A 1802 es va convertir en el secretari del col·leccionista anglès George Annesley, Comte de Mountnorris i vescomte de Valentia.
Va acompanyar el vescomte en els seus viatges a l'Índia, Etiòpia i Egipte. Salt publicà una descripció molt detallada d'aquests viatges sota el títol d'Account of a Vogage to Abyssinia and Travels into the interior of the Country ... in the years 1809-1810, a més d'una sèrie de dibuixos i il·lustracions titulada Twenty - four Views taken in St Helena, the Cape, India, Ceylon, Abyssinia and Egypt.
Henry Salt va arribar a Egipte en 1816 com a Cònsol General Britànic, convertit en diplomàtic als 36 anys. En ser nomenat com a Cònsol General a Egipte se li va donar la missió d'aconseguir antiguitats per al Museu Britànic.

## La Guerra dels Cònsols
El seu homòleg i rival francès Bernardino Drovetti tractaria en diverses ocasions d'aturar les excavacions dels agents del cònsol britànic. Els cònsols van fer un tracte: tots els monuments a l'est de riu Nil serien dels francesos, mentre que els de l'oest del riu Nil pertanyerien als britànics.
Drovetti tenia un avantatge molt important sobre Salt: la de ser un dels confidents de Muhàmmad Alí Paixà. Amb el temps, Salt aprendria dels mètodes de Drovetti i aconseguiria un agent expert a Egipte, Giovanni Battista Belzoni.

## Col·leccions de Salt
Gràcies a l'astúcia de Giovanni Battista Belzoni, Salt va poder recopilar en només dos anys la seva primera col·lecció, que incloïa el cap de Ramsès II, i que seria venuda al Museu Britànic per la suma de dues mil lliures esterlines. Seguiria una altra important col·lecció de 4.014 objectes acumulats entre 1819 a 1824, entre els quals es trobava el sarcòfag de Ramsès III, ofert primerament al Museu Britànic, que va rebutjar l'oferta per considerar que demanava un preu molt alt. Jean-François Champollion el va veure a Livorno i va demanar al govern francès de comprar-lo. Seria adquirit en 1826 per ordre de Carles X de França per la quantitat de 10.000 lliures esterlines, i passaria a formar part de la col·lecció egípcia del Museu del Louvre. Salt aconseguiria reunir una tercera col·lecció d'antiguitats, que contenia 1.083 objectes que seria comprada, en subhasta, pel Museu Britànic en 1835.
Va patrocinar excavacions a Tebes i Abu Simbel; va realitzar una investigació arqueològica de les piràmides de Guiza i de la Gran Esfinx; també va aprendre a desxifrar jeroglífics amb Jean-François Champollion. Va morir als 47 anys.